# Un'ombra nel buio
Un'ombra nel buio (Forced Entry) è un film del 1975 diretto da Jim Sotos.
Si tratta del remake del film pornografico Forced Entry del 1973.

## Trama
Nancy, giovane e graziosa casalinga accetta un passaggio da uno sconosciuto ignorando che si tratta di un molestatore che la segue da tempo.